# Selani Studio
Selani Studio – polskie studio realizacji dźwiękowej i nagraniowej, powstało 1993 roku w Olsztynie przy ul. Emilii Plater 11. Właścicielem był Adam Kuc, a realizatorami oraz producentami na przestrzeni lat byli m.in. Krzysztof Czaplejewicz (1993–1995), Adam Kuc (od 1993), Andrzej Bomba (1996−1999), Szymon Czech (1997–2003) oraz Marek Heimburger (2003–2005).
Selani Studio cieszylo się znaczną popularnością w latach 90. XX w. wśród polskich zespołów z nurtu black, thrash i death metal. W latach późniejszych zainteresowanie nagraniami zmalało na rzecz olsztyńskiego Studio X i białostockiego Hertz Studio.
Ze studiem przez wiele lat związana była formacja Vader, która nagrała w nim takie wydawnictwa jak: Kingdom (1998), Future of the Past (1996) czy nominowany do nagrody polskiego przemysłu fonograficznego Fryderyka album pt. Black to the Blind (1997). W latach 1997–1998 ówczesny perkusista Vader – Krzysztof Raczkowski był producentem i realizatorem nagrań. W Selani został zrealizowany także teledysk do utworu „Cold Demons” z albumu Litany (2000), odbywały się w nim również próby zespołu.
Produkcje muzyczne w studio zrealizowały ponadto takie grupy muzyczne jak: Dies Irae, Luna Ad Noctum, Bright Ophidia, Thy Disease, Neolithic, Christ Agony, Hate, Yattering, Hermh, Lux Occulta, Sceptic, Decapitated, Trauma, Behemoth, Nyia, Vesania, Łza Zeschniętej Róży oraz wiele innych. Charakterystyczną cechą Selani Studio były teledyski realizowane bezpłatnie w przypadku przekroczenia stu godzin sesji nagraniowej. Nagrany w studiu obraz do utworu „Anal Narcotic” formacji Yattering uzyskał w 2000 roku nominację do nagrody Yach Film w kategorii montaż.